# هانز-ايكارت شايفر
هانز-ايكارت شايفر (بالألمانية: Hans-Eckhardt Schaefer) (و. 1939 – م) هو فيزيائي، وأستاذ جامعي من ألمانيا . ولد في فايبلينغن.

## مناصب وهيئات
أدار جامعة شتوتغارت.